# TrentoDOC
TrentoDOC és una denominació d'origen reservada per a vins escumosos la producció dels quals està permesa a la província autònoma de Trento, al nord d'Itàlia.

## Zona de producció
La zona de producció comprèn parcel·les situades entre 200 i 800 m.s.n.m d'alguns municipis de la Província autònoma del Trento amb història vitivinícola associada.

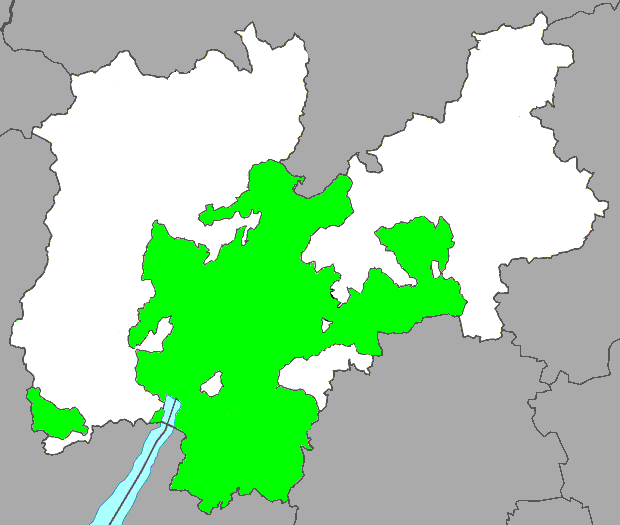
Zona inclosa en la Denominació d'Origen TrentoDOC

El mapa inclou els municipis d'Ala, Albiano, Aldeno, Arco, Avio, Besenello, Bleggio inferiore, Bleggio superiore, Borgo Valsugana, Brentonico, Calavino, Caldonazzo, Calliano, Carzano, Castelnuovo, Cavedine, Cembra, Dr, Cimone, Civedover, D. Garniga, Giovo, Grumes, Isera, Ivano Fracena, Lasino, Lavis, Levico, Lisignago, Mezzocorona, Mezzolombardo, Mori, Nago-Torbole, Nave San Rocco, Nogaredo, Nomi, Novaledo, Ospedaletto, Padergnone, Pergine Valsugana, Pomarolo, Riva del Garda, Michele, Lunaè Ad Roverto, Ronce Scurelle, Segonzano, Spera, Spormaggiore, Stenico, Storo, Strigno, Telve, Telve a dalt, Tenna, Tenno, Terlago, Terragnolo, Ton, Trambileno, Trento, Valda, Vallarsa, Vezzano, Vigolo Vattaro, Villa Agnedo, Villa Lagarina, Volano i Zambana.

## Història
L'evidència més antiga del conreu de la vinya a la zona es troba en un assentament al municipi de Ledro on s'hi han trobat llavors de raïm que s'han pogut situar cronològicament entre el 1800 i el 1600 aC. A la zona també s'hi han trobat evidències de la civilització etrusca on es parla del vi.
Durant l'època medieval, al segle XII s'aproven els estatuts de Trento, que foren un seguit de normes proteccionistes amb l'objectiu de dificultar la importació de vi i beneficiar la producció local.
L'historiador Michelangelo Mariani el 1670 va destacar la importància econòmica de la producció de vi local en les seves cròniques sobre el Concili de Trento en que es referia a la zona com a país de vi.
El 1874 s'inaugurà l'Institut Agrari S. Michele all'Adige fet que va comportar la modernització de la producció de raïm i de vi.
A finals de segle XIX i principis de segle XX s'elaboren els primers vins escumosos pel mètode tradicional al Trentino. Giulio Ferrari, alumne de l'escola de S.Michele i fundador dels Cellers Ferrari, després de nombrosos viatges  a França decideix copiar el mètode tradicional que feien a la xampanya.
El 1993, el vi escumós del Trentino rep el distintiu de Denominació d'Origen i neix, formalment la marca TrentoDOC. La versió actual del plec de condicions es va aprovar amb una disposició ministerial del 19/10/2015.

## Tècniques de producció
A la zona del Trentino, és característica la formació del cep a mode "pèrgola trentina". Aquesta formació permet una maduració òptima dels raïms alhora que allunya el fruit del terra, evitant així la propagació de malalties fúngiques que son habituals a la zona degut a les altes humitats i pluviometries.
Pel que fa les varietats autoritzades per l'elaboració dels vins són el Chardonnay, Pinot Noir, Pinot Blanc i Meunier.
La denominació es reserva al vi escumós obtingut amb el mètode tradicional. L'envelliment mínim requerit és de quinze mesos i només si aquest supera els vint-i-quatre mesos d'envelliment es permet indicar l'anyada en l'etiqueta.
Per accedir a la menció Riserva han de transcórrer almenys trenta-sis mesos i és obligatori fer constar l'any de producció.

## Tipus

### Vi escumós blanc
|                                      | DOC                                                            | Reserva    |
| varietat de raïm                     | Chardonnay, Pinot Blanc, Pinot Noir, Pinot Meunier també junts | idem       |
| grau alcohòlic mínim                 | 11,50% vol.                                                    | 12,0% vol. |
| acidesa total mínima                 | 5,0 g/l.                                                       | 5,0 g/l.   |
| extracte sec mínim                   | 16,0 g/l                                                       | 17,0 g/l   |
| rendiment màxim de raïm per hectàrea | 150 q.                                                         | 150        |
| màxim rendiment de raïm en vi        | 70%                                                            | 70         |

### Vi escumós rosat (o Rosé)
|                                      | DOC                                                            | Reserva    |
| varietat de raïm                     | Chardonnay, Pinot Blanc, Pinot Noir, Pinot Meunier també junts | idem       |
| grau alcohòlic mínim                 | 11,50% vol.                                                    | 12,0% vol. |
| acidesa total mínima                 | 5,0 g/l.                                                       | 5,0 g/l.   |
| extracte sec mínim                   | 17,0 g/l                                                       | 17,0 g/l   |
| rendiment màxim de raïm per hectàrea | 150 q.                                                         | 150        |
| màxim rendiment de raïm en vi        | 70%                                                            | 70         |